# Tepeyac (film)
Pour l’article homonyme, voir Tepeyac.
Pour plus de détails, voir Fiche technique et Distribution.
 Tepeyac est un film muet mexicain réalisé par José Manuel Ramos, Carlos E. Gonzáles et  Fernando Sáyago, sorti en 1917. 
Longtemps considéré comme perdu, ce film a été retrouvé par Aurelio de los Reyes et restauré par l'Université nationale autonome du Mexique.

## Synopsis
Lupita Flores apprend que le bateau de son fiancé a été coulé par un sous-marin allemand et elle prie à la Vierge de Guadalupe. Plus tard, incapable de trouver le sommeil, elle commence à lire l'histoire de l'apparition de la vierge à un indien appelé Juan Diego et elle revit l'histoire. 
Carlos est finalement sauvé, les deux fiancés vont à la Basilique Notre-Dame de Guadalupe de Mexico le 12 décembre.

## Fiche technique
- Titre original : Tepeyac
- Titre alternatif El milagro de Tepeyac
- Réalisation : Carlos E. Gonzáles, José Manuel Ramos et Fernando Sáyago
- Scénario : José Manuel Ramos et Carlos E. Gonzáles
- Pays d'origine :  Mexique
- Format : Noir et blanc
- Durée : 64 minutes (1 h 4)
- Date de sortie : 1917

## Distribution
- Beatriz de Córdova : Virgen de Guadalupe
- Gabriel Montiel : Juan Diego Cuauhtlatoatzin
- Pilar Cotta : Lupita Flores
- Fray Juan de Zumárraga
- Fray Bernardino de Sahagún